# Bob Williams
Robert L. Williams, detto Bob (Pensacola, 12 maggio 1931 – Rosemount, 19 gennaio 2021), è stato un cestista statunitense, professionista nella NBA.

## Carriera
Con gli Stati Uniti ha disputato i Giochi panamericani di Città del Messico 1955, vincendo la medaglia d'oro.